# Jan van der Velden
Jan van der Velden (21 januari 1940 - 8 mei 2012) was een Nederlands voetballer. De doelman speelde bij Sparta in de periode van 1952 tot 1964 en daarna bij SVV tot 1975. Hij heeft in totaal zo'n 450 wedstrijden in het betaald voetbal gespeeld.
Na zijn voetbalcarrière was hij trainer van SVV en de amateurclubs Nieuwenhoorn, Ursus en Hermes-DVS. In 1988 redde hij met spelers Henk Salari en Hans Loovens de failliete club SVV.
Hij stierf in 2012 op 71-jarige leeftijd aan een hartaanval.